# جرج اندرسون (بازیکن فوتبال، زاده ۱۹۵۳)
جرج اندرسون (انگلیسی: George Anderson؛ زادهٔ ۲۵ دسامبر ۱۹۵۳) بازیکن فوتبال اهل بریتانیا است.
وی همچنین در تیم ملی فوتبال زیر ۲۳ سال اسکاتلند بازی کرده‌است.